# 王水 (空间物理学家)
王水（1942年4月12日—），男，江苏南京人，中国空间物理学家，中国科学技术大学教授，曾任中国科学技术大学理学院院长，中国地球物理学会理事长。

## 生平
1961年毕业于南京大学气象系。1993年当选为中国科学院院士。